# Der Verschwender (1953)
Der Verschwender ist ein 1952 entstandener, österreichischer Spielfilm von Leopold Hainisch mit Attila Hörbiger in der Hauptrolle. Der Geschichte liegt das gleichnamige Theaterstück von Ferdinand Raimund zugrunde.

## Handlung
Die Adaption des Raimund-Stücks hält sich eng an die Vorlage. Die Fee Cheristane, die auf die Erde gekommen ist, um generell Gutes zu tun, liebt den Schlossherrn Julius von Flottwell bedingungslos. Sie ist im Besitz einer so genannten Wunschkrone, deren Perlen sie ausschließlich zu seinem Wohl einsetzt, obwohl der Mann, wie der Titel verrät, ein nihilistischer Verschwender ohne gleichen ist. Flottwells Hauptbeschäftigung ist die Ausrichtung prunkvoller Gelage. Er hat all die ihn umgeben auf kurz oder lang schamlos ausgenutzt, nur sein treuer aber etwas einfältiger Diener Valentin ist Julius geblieben. Eines Tages ist die Fee, all ihrer Möglichkeiten Wünsche erfüllen zu können, wieder entschwunden, und der eigensüchtige Flottwell wendet sich daraufhin einer anderen Frau zu. Es handelt sich dabei um die schöne Amalie von Klugheim, eine Präsidententochter. Derweil taucht ein geheimnisvoller, stets unvermutet erscheinender Bettler auf der Bildfläche auf und bittet Flottwell regelmäßig um eine üppige Spende, die dieser ebenso regelmäßig verweigert. Amalies Vater ist gegen die Verbindung seiner Tochter mit dem Verschwender, weil ihn dessen Lebensstil abstößt. Flottwell hatte in seiner Überheblichkeit sogar den teuren Brautschmuck für Amalie aus dem Fenster geschleudert, weil dieser ihm nicht gefiel. Der draußen vor der Tür wartende Bettler sammelt ihn für sich auf. Derweil verlassen Julius die letzten ihm gebliebenen Getreuen, Valentin und das Kammermädchen Rosa. In einem Duell zwischen ihm und dem für Amalie vorgesehenen Bräutigam, Baron Flitterstein, verwundet Flottwell den Nebenbuhler und flieht mit Amalie nach England. 
20 Jahre ziehen ins Land, und Flottwell kehrt, verarmt und einsam, in seine alte Heimat zurück. Amalie ist tot und sein früherer Besitz wurde von seinem einstigen Kammerdiener Wolf, der ihn jahrelang betrogen und bestohlen hatte, aufgekauft. Wolf ist mit der Zeit alt und sehr krank geworden und wirft seinen ehemaligen Herrn, der den Kammerdiener einst ungerecht behandelt hatte, vor die Tür. Geblieben ist Julius lediglich der stets treue Bedienstete Valentin, der jetzt als Tischler arbeitet und bereit wäre, seinen früheren Herrn aufzunehmen, wäre das nicht seine Gattin Rosa, die dies vehement ablehnt. Flottwell sieht in seinem Leben keinen Sinn mehr und will sich deshalb selbiges nehmen. Da erscheint ihm der bis aufs Haar ihm ähnelnde Bettler, in Wahrheit Azur, ein Schutzgeist, den einst Cheristane mit ihrer letzten Perle auf der Wunschkrone geschaffen hatte, auf dass dieser stets ein wachendes Auge auf Julius von Flottwell haben möge.  Er hat den achtlos aus dem Fenster geworfenen Brautschmuck bewahrt, den er nun dem verarmten Julius zurückgibt. Dieser aber kommt nun zu einem Erkenntnisgewinn, der bedeutet, dass er sein Leben von Grund auf ändern muss und diesem einen neuen Sinn geben muss. Als erstes entscheidet Rockwell, dass es Zeit ist, sich bei Valentin, der sich zwischenzeitlich gegenüber seiner herzlosen Rosa durchgesetzt hat, für die unverbrüchliche Treue endlich einmal zu bedanken und beginnt diesen zu unterstützen. Noch einmal erscheint Cheristane und verspricht dem Geliebten ein Wiedersehen.

## Produktionsnotizen
Der Verschwender entstand in der zweiten Jahreshälfte 1952 in den Filmstudios von Wien-Schönbrunn und Wien-Sievering sowie mit Außenaufnahmen im Wiener Wald. Die Uraufführung erfolgte am 19. Februar 1953 in Stuttgart, die Wiener Premiere war einen Tag später.
Produzent Richard Dillenz übernahm auch die Produktionsleitung, die Filmbauten gestaltete Gustav Abel. Alfred Uhl verwendete für seine musikalische Untermalung Originalkompositionen von Konradin Kreutzer. Gerd und Margarethe Volters entwarfen die Kostüme.

## Kritik
Im Lexikon des Internationalen Films urteilte: „Von ausgezeichneten Darstellern des Wiener Burgtheaters geprägte Verfilmung … Eine naiv-unterhaltsame Mischung aus besinnlichem Humor, Komik und feenhaftem Glanz, bemerkenswert musikalisch untermalt.“